# Силва, Патрисиу да
Патрисиу да Силва (порт. Patrício da Silva; 5 октября 1756, Лейрия, Королевство Португалия — 3 января 1840, Лиссабон, Королевство Португалия) —  португальский куриальный кардинал, августинец. Архиепископ Эворы с 21 февраля 1820 по 13 марта 1826. Министр церковных дел и юстиции Португалии с 14 мая 1824 по 15 января 1825. Седьмой Патриарх Лиссабона с 13 марта 1826 по 3 января 1840. Кардинал-священник с 27 сентября 1824 по 3 января 1840.